# Juan Serrano

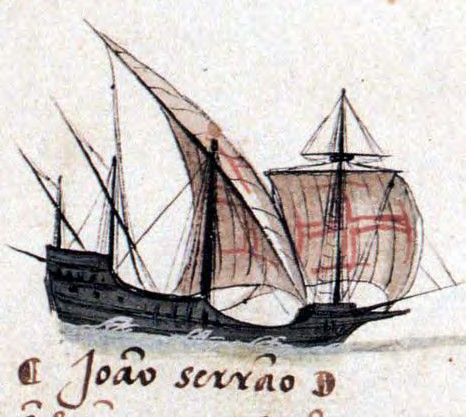
Una delle caravelle della flotta di Juan Serrano

Juan Serrano (in portoghese: João Serrão) (... – Isola di Mactan, 1º maggio 1521) è stato un esploratore portoghese del XVI secolo che salpò con Ferdinando Magellano per la prima circumnavigazione del mondo (1519-1522).

## Biografia
Militare portoghese, ma secondo Pigafetta spagnolo, anche noto come Gioan Serrano o Giovan Serrano o Giovanni Serrano, era fratello o cugino di Francisco Serrano, amico di infanzia di Magellano e residente nelle Molucche, che aveva indicato a Magellano la via per raggiungere le Isole delle spezie.
Fu capitano della nave Conception e venne proditoriamente assassinato insieme a una ventina dei suoi uomini sull'isola di Cebu probabilmente a seguito del tradimento ordito dal Re di Cebu e dallo schiavo di Magellano, Enrique di Malacca, pochi giorni dopo la battaglia di Mactan in cui l'esploratore portoghese era caduto ucciso per mano dei guerrieri del re dell'isola Lapu-Lapu. 